# Barbatula compressirostris
Barbatula compressirostris is een straalvinnige vissensoort uit de familie van de bermpjes (Nemacheilidae). De wetenschappelijke naam van de soort is voor het eerst geldig gepubliceerd in 1897 door Warpachowski.